# Beasts of No Nation (film)
Beasts of No Nation este un film dramatic de război american din 2015 scris, co-produs, filmat și regizat de Cary Joji Fukunaga. Filmul prezintă un băiat care devine copil soldat în timp ce țara lui trece printr-un război civil îngrozitor. Filmat în Ghana și avându-i în rolurile principale pe Idris Elba, Abraham Attah, Ama K. Abebrese, Grace Nortey, David Dontoh și Opeyemi Fagbohungbe, filmul se bazează pe romanul cu același nume din 2005 al lui Uzodinma Iweala, cartea însăși fiind numită după un album muzical al lui Fela Kuti.
Filmul a fost proiectat în secțiunea principală de competiție a celui de-al 72-lea Festival Internațional de Film de la Veneția, unde a câștigat Premiul Marcello Mastroianni. A fost difuzat în secțiunea Prezentare specială a Festivalului Internațional de Film de la Toronto (TIFF) din 2015 și a fost lansat pe Netflix la nivel global și într-o variantă limitată de către Compania Bleecker Street pe 16 octombrie 2015.

## Rezumat
Într-o țară fără nume din Africa de Vest izbucnește războiul civil. Un băiat pe nume Agu locuiește într-un sat mic cu părinții săi, fratele mai mare și fratele mai mic. Satul lui Agu este situat într-o „zonă tampon” impusă de trupele ECOMOG (Grupul de Monitorizare a Comunității Economice a Statelor din Africa de Vest). Satul este informat că guvernul a căzut și rebelii aliați cu militarii au preluat controlul asupra țării. Cum forțele rebele se îndreaptă spre sat, mulți oameni fug în capitala țării pentru a fi în siguranță. Tatăl lui Agu plătește pentru ca soția sa și cei doi copii mai mici să fie transportați în siguranță, însă el este nevoit să rămână în urmă cu Agu și fiul său cel mai mare. Forțele rebele și guvernamentale se luptă în satul lui Agu și în împrejurimi. În timp ce soldații rebeli fug, forțele guvernamentale îi adună pe sătenii rămași și îi execută, dar Agu evită capturarea și evadează în junglă.
După ce rătăcește nu se știe pentru cât timp, Agu este prins într-o încăierare de gherilă. Native Defense Forces (NDF), o facțiune rebelă din țară, aflată în plină ascensiune, îl primesc pe Agu în rândurile lor. Batalionul lui Agu este condus de Comandant, care îl ia pe Agu sub aripa lui. În urma unui proces de inițiere brutal, în care Agu ucide un captiv nevinovat cu o macetă, el devine membru cu drepturi depline al miliției. Agu se împrietenește cu un alt copil soldat NDF, Strika, un băiat care nu vorbește niciodată. Într-o noapte, comandantul îl cheamă pe Agu în camerele sale și îl violează. Strika, o altă victimă a violului comandantului, îl consolează. Preacher, un soldat mai în vârstă, îi dă lui Agu un amestec de cocaină și amfetamine (brown-brown) pentru a-i ridica starea de spirit. Agu și Strika iau parte la o serie de bătălii sângeroase și ambuscade. În timpul unui astfel de raid, Agu, sub influența drogurilor, confundă o femeie din sat cu mama sa. El strigă bucuros că a găsit-o și se agață de ea, în timp ce ceilalți membri ai grupului vor să o violeze. Femeia spune că nu-l recunoaște pe Agu, moment în care el o numește vrăjitoare. Unul dintre ceilalți copii soldați le târăște afară pe femeie și pe fetița ei pe care o omoară în bătaie. Agu i se alătură. Se întreabă dacă Dumnezeu vede ce face. Apoi o împușcă pe femeie în timp ce era violată pe un pat.
Deoarece batalionul lor obține multe victorii, soldații copii sunt convocați la cartierul general al rebelilor, unde comandantul, însoțit de Agu, Strika si alți câțiva soldați, urmează să se întâlnească cu liderul NDF, Dada Goodblood. Goodblood, care subliniază importanța imaginii lor publice pentru a transforma conflictul în știre mondială, refuză să îl avanseze pe comandant în gradul de general, așa cum promisese, și îl înlătură de la comandă. Locotenentul comandantului, Two I-C, va prelua controlul asupra batalionului, iar comandantul va fi numit adjunct al șefului securității sub conducere. Comandantul consideră asta o insultă și pleacă să „sărbătorească” încă o noapte cu oamenii săi la un bordel. În timp ce soldații (cu excepția lui Agu și Strika) petrec noaptea cu femeile din bordel, una dintre femei îl împușcă pe Two I-C. Înainte să moară, Two I-C îl acuză pe comandant că el ar fi orchestrat incidentul, în timp ce acesta insistă că a fost, de fapt, un atac eșuat împotriva propriei sale persoane. Prostituata susține că a fost un accident, dar comandantul și oamenii lui împușcă toate femeile și părăsesc orașul cu tot batalionul.
Acum, fugind de propria facțiune, precum și de inamicii lor, cei din batalion suferă pierderi grele. Mulți dintre ei, inclusiv Strika, sunt uciși în atacurile aeriene sau mor din lipsă de alimente. Cei care au rămas în viață se adăpostesc într-o mină de aur timp de câteva luni, sperând să găsească aur pentru a cumpăra provizii. Muniția se epuizează, lăsând grupul fără nicio modalitate de a se apăra de forțele inamice. În urma unei confruntări între Preacher și comandantul devenit paranoic, Agu și soldații îl abandonează pe comandant, ignorând avertismentele lui că vor fi aruncați în închisoare și renegați de familiile lor. La scurt timp după această întâmplare, cu toții sunt reținuți de trupele ONU.
Membrii mai tineri ai batalionului sunt trimiși la o școală misionară într-o zonă sigură a țării. Preacher și Randy decid să fugă pentru a participa la război. Agu păstrează distanța față de ceilalți copii, care se joacă și se bucură de confortul și siguranța oferite de școală. Agu este în sevraj și are coșmaruri, retrăiește toate ororile pe care le-a înfăptuit. După mult timp, Agu îi mărturisește consilierului școlii că a făcut lucruri groaznice și că se teme că îl va privi acum ca pe o „fiară”. Îi povestește și ce copil bun a fost înainte și cât de mult l-a iubit familia lui. Scena finală îl înfățișează pe Agu alăturându-se în sfârșit celorlalți băieți care înoată și se joacă în apele oceanului.

## Distribuție
- Abraham Attah - Agu
- Idris Elba - Comandantul
- Ama K. Abebrese - mama lui Agu
- Kobina Amissa-Sam - tatăl lui Agu
- Emmanuel Nii Adom Quaye - Strika
- Kurt Egyiawan - Two I-C
- Jude Akuwudike - Dada Goodblood
- Grace Nortey - bătrâna din satul atacat
- David Dontoh - lingvistul
- Opeyemi Fagbohungbe - sergentul Gaz
- Teibu Owusu Acheampong - Preacher (predicatorul)
- Fred Amugi - pastroul

## Producție
Cary Joji Fukunaga și-a regizat propriul scenariu, după ce a lucrat la el timp de șapte ani. Abia după șase ani de cercetări asupra războiului civil din Sierra Leone, Fukunaga a dat peste romanul Beasts of No Nation. El a declarat într-un articol pentru Creative Screenwriting că a citit romanul și i-a plăcut modul elegant și concis în care Uzodinma Iweala a spus povestea. A simțit că această carte este cel mai potrivit mod de a aborda subiectul.
Dialogul din scenariu redă fidel replicile din roman, scris inițial într-o variantă simplificată a limbii creole pidgin nigeriană cunoscută sub numele de Krio.
Pe 20 august 2013, Idris Elba s-a alăturat distribuției. Pe 6 iunie 2014, au început filmările și actorii ghanezi Ama K. Abebrese, Grace Nortey și David Dontoh. Mai târziu, s-a alăturat distribuției și Opeyemi Fagbohungbe.
Red Crown Productions a fost finanțatorul și producătorul filmului, împreună cu Primary Productions și Parliament of Owls. Pe 17 mai 2014, Participant Media, împreună cu Mammoth Entertainment au cofinanțat filmul, stabilit inițial la un buget de 4,3 milioane de dolari, dar care a ajuns în cele din urmă la aproximativ 6 milioane de dolari.
Pe 5 iunie 2014, filmările au debutat în regiunea de est a Ghanei . S-a filmat în locații din Koforidua și Golful Ezile de la Akwidaa. Costumele pentru copiii soldați au fost inspirate din uniformele Kamajorilor, care purtau petice de material pe cămăși ca formă de protecție. Dan Romer a compus coloana sonoră a filmului.

## Lansare
Netflix a cumpărat drepturile de distribuție la nivel mondial pentru aproximativ 12 milioane de dolari. Filmul a fost lansat simultan în cinematografe și online prin intermediul serviciului său de abonament video la cerere pe 16 octombrie 2015, în timp ce Bleecker Street a gestionat lansarea în cinematografe. Având în vedere că lansarea online este o încălcare a ferestrei tradiționale de lansare de 90 de zile de exclusivitate pentru cinematografe, AMC Cinemas, Carmike Cinemas, Cinemark și Regal Entertainment Group - patru dintre cele mai mari lanțuri de cinematografe din Statele Unite - au anunțat că vor boicota Beasts of No Nation, retrogradându-l efectiv la o lansare limitată în cinematografe mai mici și independente. Filmul a fost lansat în cinematografele Curzon din Marea Britanie pe 16 octombrie 2015.

## Receptare critică
Pe Rotten Tomatoes, filmul a înregistrat un rating de 92% bazat pe 146 de recenzii, cu un rating mediu de 7,90 din 10. Conform acestui site, Beasts of No Nation beneficiază de o distribuție talentată care, oferă o imagine serioasă, fără compromisuri, dar totuși plină de speranță, a ce presupune costul uman al unui război. Pe Metacritic, filmul are un scor de 79 din 100, bazat pe 30 de critici, indicând „recenzii în general favorabile”.
Filmul a fost lansat pe Blu-ray și DVD de The Criterion Collection pe 31 august 2021.
În 2015, Artnet a publicat un articol care sugerează că Fukunaga a făcut uz în mod necuvenit de conținut fără a credita opera artistului irlandez Richard Mosse, care a folosit fotografii în infraroșu și a descris copiii soldați din Republica Democratică Congo.

## Premii și nominalizări
| PREMIU                                                     | CATEGORIE                                                 | PERSOANA NOMINALIZATĂ | REZULTAT    |
| ---------------------------------------------------------- | --------------------------------------------------------- | --- | ----------- |
| Premiile Academiei Britanice de Fim (BAFTA)                | Cel mai bun actor în rol secundar                         | Idris Elba | Nominalizat |
| Costume Designers Guild Awards                             | Excelență în design de costume pentru un film contemporan | Jenny Eagan | Câștigător  |
| Premiile Empire                                            | Cel mai bun actor debutant                                | Abraham Attah | Nominalizat |
| Film Independent Spirit Awards                             | Cea mai bună distribuție                                  | Daniel Crown, Idris Elba, Cary Joji Fukunaga, Uzodinma Iweala, Amy Kaufman, Daniela Taplin Lundberg, Riva Marker și Jeffrey Skoll | Nominalizat |
| Film Independent Spirit Awards                             | Cel mai bun regizor                                       | Cary Joji Fukunaga | Nominalizat |
| Film Independent Spirit Awards                             | Cel mai bun actor în rol principal                        | Abraham Attah | Câștigător  |
| Film Independent Spirit Awards                             | Cel mai bun actor în rol secundar                         | Idris Elba | Câștigător  |
| Film Independent Spirit Awards                             | Cea mai bună cinematografie                               | Cary Joji Fukunaga | Nominalizat |
| Premiile Globul de Aur                                     | Cel mai bun actor în rol secundar                         | Idris Elba | Nominalizat |
| Indiana Film Journalists Association Awards                | Cel mai bun film                                          | | Nominalizat |
| Indiana Film Journalists Association Awards                | Cel mai bun scenariu adaptat                              | Cary Joji Fukunaga | Nominalizat |
| Indiana Film Journalists Association Awards                | Cel mai bun regizor                                       | Cary Joji Fukunaga | Nominalizat |
| Indiana Film Journalists Association Awards                | Cel mai bun actor                                         | Abraham Attah | Nominalizat |
| Indiana Film Journalists Association Awards                | Cel mai bun actor în rol secundar                         | Idris Elba | Runner-Up   |
| National Board of Review                                   | Cea mai bună interpretare                                 | Abraham Attah | Câștigător  |
| Premiile NAACP Image                                       | Cel mai bun film                                          | | Nominalizat |
| Premiile NAACP Image                                       | Cel mai bun actor                                         | Abraham Attah | Nominalizat |
| Premiile NAACP Image                                       | Cel mai bun actor în rol secundar                         | Idris Elba | Nominalizat |
| Premiile NAACP Image                                       | Cel mai bun film independent                              | | Câștigător  |
| George Foster Peabody Award                                | Premiul pentru Excelență                                  | Red Crown Productions, Participant Media, Come What May Productions, New Balloon                                                  | Câștigător  |
| Premiul Sindicatului Actorilor                             | Premiul pentru distribuție                                | Abraham Attah, Kurt Egyiawan și Idris Elba                                                                                        | Nominalizat |
| Premiul Sindicatului Actorilor                             | Premiul pentru cel mai bun actor în rol secundar          | Idris Elba | Câștigător  |
| Festivalul Internațional de Film de la Veneția - ediția 72 | Premiul Marcello Mastroianni                              | Abraham Attah | Câștigător  |